# Boswachterij Gieten-Borger
De Boswachterij Gieten-Borger is een boswachterij van Staatsbosbeheer in de Nederlandse gemeenten Aa en Hunze en Borger-Odoorn in de provincie Drenthe.
De boswachterij Gieten-Borger is ongeveer 2.900 ha groot en is rond 1922 aangelegd in het kader van de werkverschaffing. Voor die tijd lag hier een uitgestrekt heidelandeschap. Het eerst werd het noordelijk gedeelte (Gieten) van de boswachterij aangelegd en vervolgens het zuidelijk deel (Borger). In 1963 werd de boswachterij uitgebreid door de aankoop van wandelbos in het Drouwenerzand.
Het oorspronkelijke heidelandschap werd hierdoor veranderd in een bosgebied met veel naaldbomen afgewisseld met diverse loofbomen. Het kunstmatig karakter is goed te herkennen aan de rechthoekige boskavels.
In de boswachterij liggen 26 vennetjes, waarvan het grootste, het Lunsveen, een broedplaats is voor onder andere kokmeeuwen. Bij de vennetjes groeit zonnedauw, een vleesetend plantje.

## Zandwinning
In het midden van de boswachterij in het zogenaamde Gasselterveld is tot 2013 grootschalig zand gewonnen. In 2012 besloten de Staten van Drenthe dat gestopt zou worden met de zandwinning in dit gebied. Als gevolg van de zandwinning zijn in de boswachterij twee grote meren ontstaan.

## Recreatie

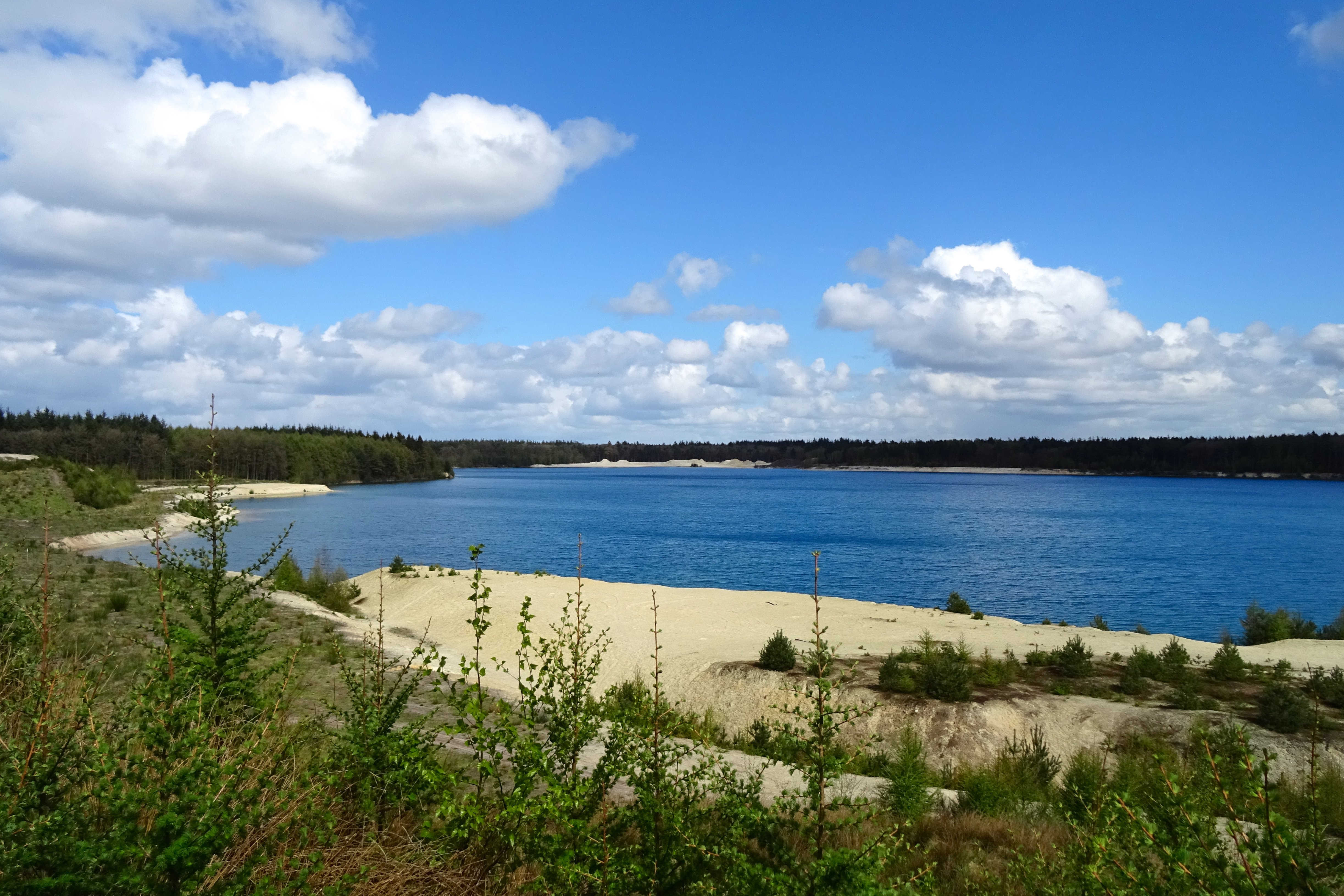
Oostelijk meer ontstaan door zandwinning in het Gasselterveld
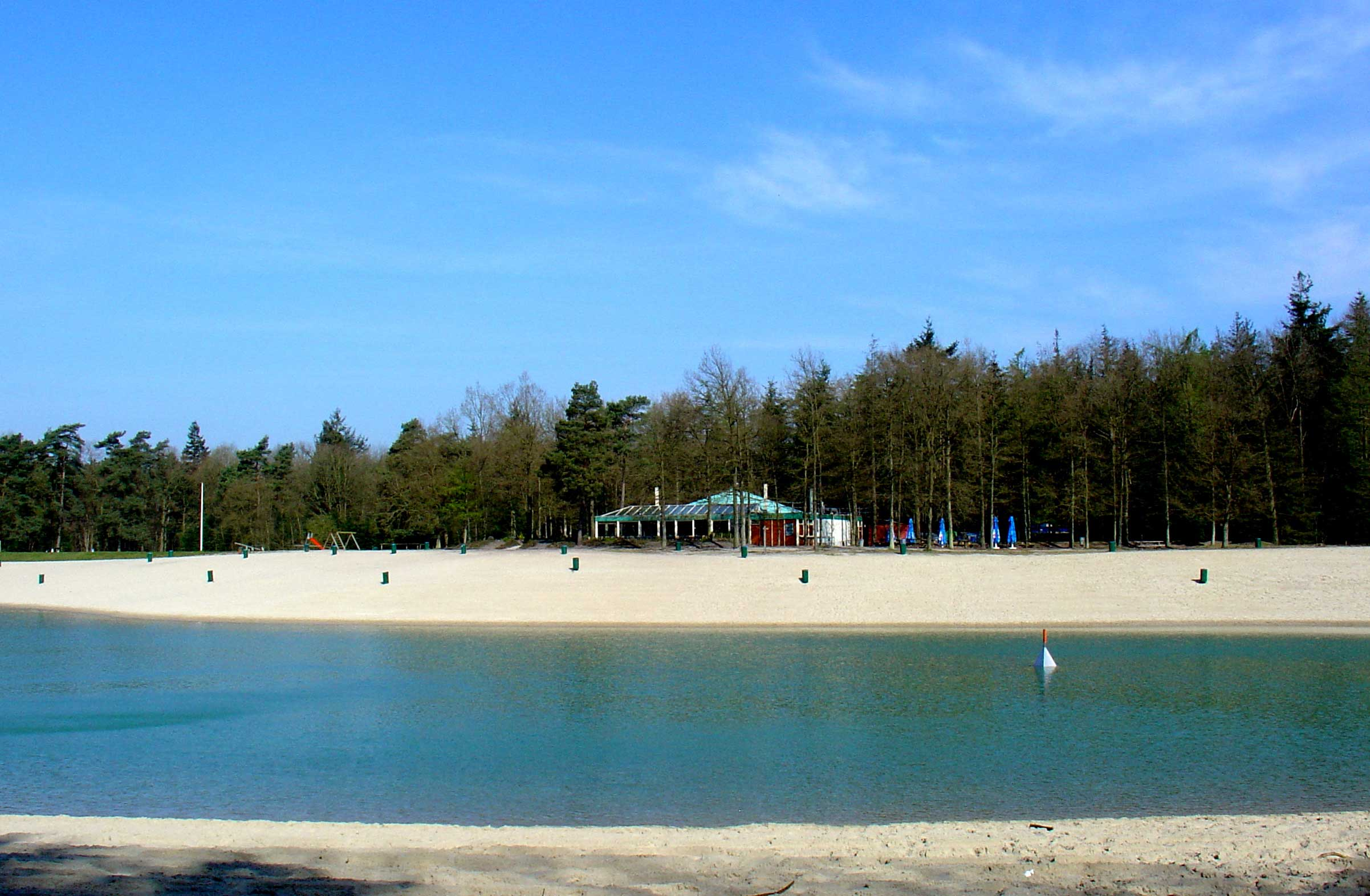
In de boswachterij ligt de speelvijver ’'t Nije Hemelriek.
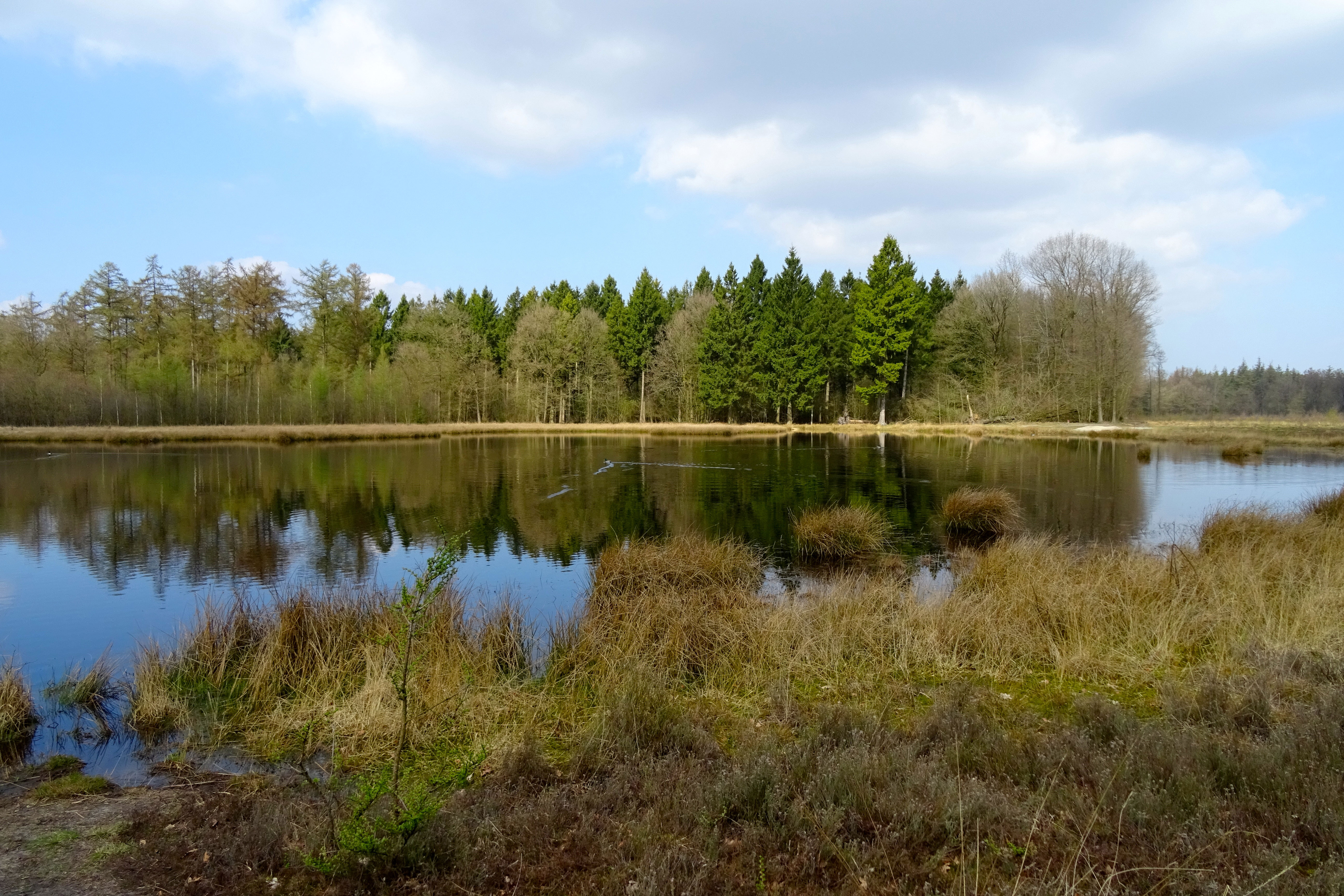
Vennetje in het Watermolenveen in de boswachterij Gieten-Borger

- In 1996 kwam het boomkroonpad gereed, een toeristisch project van Staatsbosbeheer om bezoekers kennis te laten maken met diverse kanten van het bos en zijn bewoners.
- In de boswachterij zijn diverse gemarkeerde wandelroutes uitgezet.